# Amerikansk krikand
Amerikansk krikand (latin: Anas carolinensis) er en nordamerikisk andefugl.